# Cryptonanus agricolai
Cryptonanus agricolai e вид опосум от семейство Didelphidae. Видът обитава тропическите и субтропическите гори на източна Бразилия. Местообитанията му са характерните за Бразилия серадо и каатинга на надморска височина от 400 до 760 m.